# Gaétan Breton
 (mars 2022).
Si vous disposez d'ouvrages ou d'articles de référence ou si vous connaissez des sites web de qualité traitant du thème abordé ici, merci de compléter l'article en donnant les références utiles à sa vérifiabilité et en les liant à la section « Notes et références ».
Pour les articles homonymes, voir Breton (homonymie).
Gaéton Breton est un essayiste, comptable, enseignant, intellectuel et homme politique québécois né à Amos, en Abitibi, en 1952.

## Formation
Comptable de formation, il est titulaire de plusieurs diplômes dont un baccalauréat en administration des affaires de l'École des hautes études commerciales de Montréal en 1981 et d'un doctorat en comptabilité de la City University de Londres (Royaume-Uni) en 1993. Il est également diplômé de l'UQAM (baccalauréat en études littéraires) et de l'Université de Sherbrooke (maîtrise en études françaises).

## Carrière professionnelle
D'abord vérificateur chez Raymond Chabot Grant Thornton de 1981 à 1985, Gaétan Breton enseigne pendant quatre ans à l'Université du Québec à Trois-Rivières jusqu'en 1989 où il commence une longue carrière à l'Université du Québec à Montréal (UQAM) où il devient professeur titulaire au département des sciences comptables. Il enseigne comme professeur invité dans des universités étrangères, notamment à l'Université Paris-Dauphine et au Cranfield Business School (Grande-Bretagne). Au Québec comme à l'étranger, c'est un conférencier s'exprimant sur les questions de gestion de l'eau, d'environnement, de gouvernance des entreprises publiques et de privatisation. À l'UQAM son enseignement porte notamment sur la responsabilité et le rôle social du comptable et l'utilisation des données comptables à des fins idéologiques et politiques. Il est également auteur de plusieurs ouvrages au ton engagé.

## Implication sociale et politique
Il préside la Commission environnement du Conseil de la souveraineté, est trésorier de la coalition Eau-Secours et est membre du conseil d'administration du Comité Social Centre-Sud, un organisme d'éducation populaire et de service de première ligne situé au cœur d'un des quartiers les plus pauvres du Canada. Par ailleurs, il est membre de la commission scientifique d'Attac-Québec
Gaétan Breton est, à partir de mai 2004, membre de l'exécutif national de l'Union des forces progressistes et responsable de sa commission politique. Il est candidat de ce parti à deux reprises : dans la circonscription montréalaise de Sainte-Marie-Saint-Jacques lors des élections générales québécoises du 14 avril 2003, puis lors d'une élection partielle tenue dans Gouin en septembre 2004. Il est un des auteurs du Manifeste pour un Québec solidaire qui est rendu public le 1er novembre 2005.
Le 5 novembre 2005, l'UFP fusionne avec Option citoyenne afin de créer Québec solidaire. Gaétan Breton soutient publiquement cette nouvelle formation mais n'en sera pas candidat.

## Résultats électoraux
|                                                              | Nom                | Parti               | Nombre de voix | %      | Maj.  |
| ------------------------------------------------------------ | ------------------ | ------------------- | -------------- | ------ | ----- |
|                                                              | Nicolas Girard     | Parti québécois     | 8 661          | 57,8 % | 5 016 |
|                                                              | Edith Keays        | Libéral             | 3 645          | 24,3 % | -     |
|                                                              | Gaétan Breton      | UFP                 | 1 195          | 8 %    | -     |
|                                                              | Stéphane Deschênes | Action démocratique | 749            | 5 %    | -     |
|                                                              | Christian Lajoie   | Vert                | 558            | 3,7 %  | -     |
|                                                              | Hugô St-Onge       | Bloc pot            | 148            | 1 %    | -     |
|                                                              | Réjean Millette    | Indépendant         | 33             | 0,2 %  | -     |
| Total                                                        | Total              | Total               | 14 989         | 100 %  |       |
| Le taux de participation lors de l'élection était de 34,5 %. |                    |                     |                |        |       |

|                                                                                               | Nom                            | Parti                 | Nombre de voix | %      | Maj.  |
| --------------------------------------------------------------------------------------------- | ------------------------------ | --------------------- | -------------- | ------ | ----- |
|                                                                                               | André Boulerice (sortant)      | Parti québécois       | 13 066         | 49,8 % | 5 077 |
|                                                                                               | Richard Brosseau               | Libéral               | 7 989          | 30,5 % | -     |
|                                                                                               | Annick Brousseau               | Action démocratique   | 2 183          | 8,3 %  | -     |
|                                                                                               | Gaétan Breton                  | UFP                   | 1 699          | 6,5 %  | -     |
|                                                                                               | Robert Ruffo                   | Vert                  | 690            | 2,6 %  | -     |
|                                                                                               | Antoine Théorêt-Poupart        | Bloc pot              | 444            | 1,7 %  | -     |
|                                                                                               | Ginette Boutet                 | Marxiste-léniniste    | 87             | 0,3 %  | -     |
|                                                                                               | Maria Da Luz Dos Santos Inacio | Démocratie chrétienne | 59             | 0,2 %  | -     |
| Total                                                                                         | Total                          | Total                 | 26 217         | 100 %  |       |
| Le taux de participation lors de l'élection était de 61,5 % et 354 bulletins ont été rejetés. |                                |                       |                |        |       |